# This old house (Crosby, Stills, Nash & Young)
This old house is een lied Crosby, Stills, Nash & Young dat werd geschreven door Neil Young. Het verscheen in 1988 op een single met Got it made op de B-kant. Het verscheen hetzelfde jaar ook op hun reüniealbum American dream. De single bereikte nummer 92 in de Hot Country Songs van Billboard.
Het is een rustig nummer dat onder begeleiding van een akoestische gitaar wordt gezongen door Neil Young met achtergrondzang van de andere leden van de band.
Het gaat over een echtpaar dat al jaren in een huis woont dat ze als het ware op dromen hebben gebouwd. Ze hebben financiële problemen en moeten er afstand van doen: Tomorrow morning a man from the bank's gonna come and take it all away.